# Мурсалов, Пир-Кули Бабаверди оглы
Пир-Кули Бабаверди оглы Мурсалов или Пири-Кули Мурсалов (азерб. Piri Mürsəlzadə, 1892, Бинагади — 1920, Баку) — азербайджанский журналист, политик, жертва репрессий. Руководитель молодежного отделения партии «Мусават», корреспондент газет «Сада» и «Азербайджан». Депутат Всероссийского учредительного собрания. 
В ходе Бакинской операции большевиков (или вскоре после неё) Мурсалов был арестован и расстрелян. Мамед Эмин Расулзаде в своей книге «Азербайджанская Республика» назвал его «мучеником независимости».

## Биография
Пир-Кули Мурсалов родился в селе Бинагади (ныне в черте города Баку) в 1892 году. По сословному происхождению числился из крестьян. Окончил Бакинское реальное училище. Некоторое время работал учителем в селе Бинагади.
В 1910 году Гашим-бек Везиров основал типографию «Сада». Пири Мурсалов работал сначала переводчиком, а затем журналистом в газетах, выпускаемых в этой типографии. 18 марта 1911 года, как сотрудник газеты «Сада», по обвинению в антиправительственной пропаганде и панисламизме он был арестован жандармерией вместе с журналистами ещё нескольких газет. В редакции газеты прошёл обыск, а через несколько месяцев газету закрыли. Мурсалов был помещён в Баиловскую тюрьму, но 9 апреля 1911 года его освободили. Несмотря на освобождение впоследствии он постоянно находился под пристальным вниманием со стороны полиции.
После встречи с Мамед Эмином Расулзаде в 1917 году он стал членом Молодёжного отделения партии «Мусават», а позже стал его лидером. В 1917 году он был одним из трёх человек, отправленных из Баку в Туркестан для помощи в организации местного самоуправления. 
В конце 1917 был избран в Всероссийское Учредительное собрание от Самаркандского избирательного округа по списку № 2 (мусульманские организации Самаркандской области).
Поработав некоторое время в Самарканде, он вернулся в Баку.
После образования Азербайджанской Республики в 1918 году он стал сотрудником газеты «Азербайджан», официального  печатного органа Парламента АДР. Статьи он подписывал своим именем  «Пири».
13 июня 1919 года на митинге в Баку против угрозы вторжения войск Деникина Пири Мурсалов  заявил, что все члены партии «Мусават» готовы встать на защитуь независимости Азербайджана.
14 января 1920 года  было объявлено нерабочим днем для служащих всех государственных учреждений и предприятий в связи с признанием независимости Азербайджанской Республики странами Антанты. В этот день состоялось торжественное заседание парламента, военный парад, митинг и демонстрации. На митинге также выступил Пири Мурсалов, подробно рассказавший о работе мирной Версальской конференции.
После апрельского вторжения он был арестован Хабибом Джабиевым и расстрелян в 1920 году. Местоположение его могилы неизвестно. По словам литературного критика и поэта Эмина Абида Гюльтекина, Пири Мурсалов был расстрелян на острове Гум, а его тело было брошено в море.
Мухаммад Амин Расулзаде в своей книге «Азербайджанская Республика» назвал его «мучеником независимости».

## Комментарии
1. ↑  На сайте "Хроно" приведены, по-видимому, ошибочные сведения, что Мурсалов родился в 1891 году[1]
2. ↑  На сайте "Хроно" приведены, очевидно, неполные сведения, что Мурсалов "окончил 1-классное сельское училище"[1]